# Iberica (mamífero)
Iberica es un género de mamíferos multituberculados que existió en lo que ahora es la península ibérica. 
Se encontró en Galve, España, en estratos del Cretácico superior (Hauteriviense superior - Barremiense inferior).
Fue nombrado por Ainara Badiola, José Ignacio Canudo y Gloria Cuenca-Bescós en 2011 y la especie tipo es Iberica hahni.